# 海月寺
海月寺（かいげつじ）は石川県金沢市金石北にある曹洞宗の寺院。

## 歴史
銭屋五兵衛（銭五）の屋敷で奉公していた五郎島出身のお鉄が、河北潟埋立事件の後に処刑などで没落した銭五一族を弔うために出家して鐵悟道珍尼と改め、1883年（明治16年）8月に建立した寺院である。内陣横には銭屋五兵衛の木像が安置されているほか、その着衣も保存されている。境内裏の墓地には河北潟埋立事件で処刑された銭屋五兵衛の三男の要蔵の墓がある。
また、この寺の庫裏では金沢地方裁判所金石出張所に勤めた室生犀星が下宿していた。室生犀星が暮らしたのは10カ月ほどとされるが、後の作品に大きな影響を与えたとされており境内には句碑が建っている。
2024年（令和6年）1月1日の能登半島地震で、建物の沈下や水道管の破裂が発生し、本堂や犀星が下宿した庫裏も解体が避けられない状況となっている。